# KOSDAQ
Der KOSDAQ ist der Technologie-Index des Aktienmarktes in Südkorea, der Korea Exchange (KRX). Die Abkürzung KOSDAQ bedeutet Korea Securities Dealers Association Automated Quotations, gemeint ist damit das Anzeigen der Aktienwerte durch den koreanischen Verband der Wertpapierhändler. Erstmals wurde der KOSDAQ im Jahr 1996 gelistet, Vorbild war der US-amerikanische Technologie-Index NASDAQ. Im Oktober 2005 waren 894 Unternehmen im KOSDAQ-Technologie-Index gelistet.